# 1,3-Ditietan
1,3-Ditietan – heterocykliczny związek organiczny zbudowany z czteroatomowego pierścienia zawierającego dwa atomy siarki i dwa atomy węgla. Obok 1,2-ditietanu jest jedną z dwóch form izomerycznych ditietanu. 1,3-Ditietan ma charakter nasycony.